# Elachistocleis magnus
Espèce
Elachistocleis magnus est une espèce d'amphibiens de la famille des Microhylidae.

## Répartition
Cette espèce est endémique du Brésil. Elle se rencontre dans les États du Rondônia, d'Amazonas, du Mato Grosso et du Pará. Sa présence est incertaine en Bolivie.

## Publication originale
- Toledo, 2010 : A new species of Elachistocleis (Anura: Microhylidae) from the Brazilian Amazon. Zootaxa, no 2496, p. 67-68.